# Bronisław Wyrwa
Bronisław Wyrwa (ur. 21 września 1890 w Solcu, zm. 20 lutego 1970 w Opolu) – chorąży piechoty w II Rzeczypospolitej, kawaler Orderu Virtuti Militari.

## Życiorys
Syn Walentego i Franciszki z domu Gawoł. Przebywał w domu poprawczym, ponieważ był uczestnikiem strajku szkolnego. W okresie I wojny światowej służył w armii niemieckiej. Był ranny. W okresie rozkładu  armii niemieckiej przystąpił do oddziałów powstańczych. Uczestniczył w walkach w czasie trwania powstania wielkopolskiego.
Jako ochotnik wstąpił w szeregi 1 pułku Strzelców Wielkopolskich i został wyznaczony na stanowisko dowódcy plutonu karabinów maszynowych. Walczył podczas bitwy o Lwów. Awansował 17 maja 1919 na stopień sierżanta. Podczas walk, ogniem karabinów maszynowych plutonu wspomógł nacierających Polaków na pozycje wojsk ukraińskich, ułatwiając im zdobycie mostu kolejowego położonego nad rzeką. Za bohaterstwo w walce został odznaczony Krzyżem Srebrnym Orderu Virtuti Militari. Wiosną 1920 został dowódcą kompanii karabinów maszynowych.  W tym czasie otrzymał awans na stopień chorążego. Dwukrotnie był ciężko ranny.
Podczas walk w II wojnie światowej pełnił w baonie Obrony Narodowej „Rawicz” obowiązki dowódcy plutonu ciężkich karabinów maszynowych. Razem z Bronisławem Wyrwą w baonie służyli jego synowie: Marian Leon mający 17 lat oraz w wieku 15 lat Klemens. W trakcie walk raniony został w rękę. Zmuszony podczas okupacji do ukrywania się przed hitlerowcami. Po wojnie był pracownikiem w różnych zawodach. Zmarł w Opolu, gdzie został pochowany na miejscowym cmentarzu.
Żonaty z Marianną Selwat. Mieli trzech synów: Mariana Leona, Klemensa, Stefana, oraz córkę Teresę.

## Ordery i odznaczenia
- Krzyż Srebrny Orderu Virtuti Militari (nr 743)[2]
- Krzyż Walecznych (czterokrotnie)